# Procambarus olmecorum
Procambarus olmecorum är en kräftdjursart som beskrevs av Hobbs 1987. Procambarus olmecorum ingår i släktet Procambarus och familjen Cambaridae. IUCN kategoriserar arten globalt som livskraftig. Inga underarter finns listade i Catalogue of Life.